# Johann Christoph Taentzel
Johann Christoph Taentzel (auch: Johann Christoph Täntzel und Johann Christoph Tänzel; * 1722 in der Gegend um Schwarzburg in Thüringen; † 22. Februar 1786 ebenda) war ein deutscher Maurermeister-Architekt und Kurfürstlich Braunschweig-Lüneburgischer Hof-Maurermeister.

## Leben
Johann Christoph Taentzel wanderte mit seiner Familie aus Thüringen zur Zeit der Personalunion zwischen Großbritannien und Hannover in die welfischen Stammlande ein und ließ sich in der Stadt Hannover nieder, wo ihm 1750 der Titel als Hofmaurermeister verliehen wurde.
1750 heiratet Täntzel in Hannover Maria Sophia Korn. Aus der Ehe ging am 16. Mai 1755 der spätere Hofsteinhauer, Hofmaurer- und Ratsmaurermeister Johann Georg Täntzel hervor, durch den der hannoversche Stammvater auch Großvater des Steinhauers, Hofmaurermeisters und Senators Ernst Ludwig Taentzel wurde.

## Bekannte Werke
- Baubeteiligung in den Landesherrlichen Gärten in Schaumburg-Lippe[3]
- 1777: Entwurf für die Instandsetzung der kleinen Kaskade hinter dem Gartentheater im Großen Garten von Herrenhausen[4]
- 1782: Vollendung[5] des ehemaligen Wallmodenschlösschens, heute das Museum Wilhelm Busch – Deutsches Museum für Karikatur und Zeichenkunst im Georgengarten[6]

## Archivalien
Archivalien von und über Johann Christoph Taentzel finden sich beispielsweise
- als Entwurfzeichnungen für die Herrenhäuser kleine Kaskade im Niedersächsischen Landesarchiv (Standort Hannover)[4]